# Тамаш Фаркаш
Тамаш Фаркаш (мађ. Tamás Farkas; Сента, 18. октобра 1995) српски је пливач мађарског порекла. Његова специјалност су пливачки маратони на 5 и 10 километара слободним стилом. Национални је рекордер на 5 и 10 километара у сениорској конкуренцији.

## Каријера
Пливање тренира од 2002. године, а све до 2014. године био је члан пливачког клуба Бечеј из Бечеја. Његов први тренер био је Бранислав Ивковић. Од септембра 2014. до 2017. био је члан пливачког клуба Нови Сад где је радио под тренерском палицом Габора Гелерта у Сегедину где тренутно студира. Тренутно је члан пливачког клуба Маратон из Бачке Тополе.
Вишеструки је првак Србије у пливачким маратонима на отвореним водама на 5 и 10 километара, те на 800 и 1.500 метара слободним стилом (титуле је освајао на националним првенствима 2014. и 2015). На Европском првенству за јуниоре које је 2013. одржано у пољском Познању заузео је 20. место у дисциплини 1.500 метара слободним стилом.
Био је члан сениорске репрезентације Србије на Светском првенству у воденим спортовима 2015. у руском Казању, где се такмичио у пливачким маратонима на отвореним водама. У трци на 5 километара заузео је 30. место (од 52 такмичара) и остварио време од 55:38,6, што је за 21 секунди слабије од победничког времена новог светског првака Јужноафриканца Чада Хоа (55:17,6). На дупло дужој деоници на 10 километара заузео је 57. место (од 72 такмичара) са временом 1:58:22,1.
На европском првенству у даљинском пливању у холандском граду Хорну 2016. заузео је 20. место у трци на 5 километара и 31. у трци на 10 километара.
На Светском првенству у воденим спортовима 2017. одржаном у Будимпешти освојио је 28. место на трци у 5 км у времену 55:14.4, а на дупло дужој дистанци 36. место у времену 1:54:34.0.

## Лични рекорди
| Дисциплина            | Резултат                | Место и датум           |
| 5 километара          | 54:55 (рекорд Србије)   |                         |
| 10 километара         | 1:55:50 (рекорд Србије) |                         |
| 400 метара слободно   | 4:04.66                 | Београд, 17. март 2017. |
| 800 метара слободно   | 8:18.54                 | Београд, 18. март 2017. |
| 1.500 метара слободно | 12:11.08                | Београд, 19. март 2017. |